# Abborrsjön (Resele socken, Ångermanland)
Abborrsjön är en sjö i Sollefteå kommun och Örnsköldsviks kommun i Ångermanland och ingår i Ångermanälvens huvudavrinningsområde. Sjön har en area på 0,122 kvadratkilometer och ligger 335,1 meter över havet. Sjön avvattnas av vattendraget Björnbäcken.

## Delavrinningsområde
Abborrsjön ingår i det delavrinningsområde (704387-157902) som SMHI kallar för Ovan 704501-158059. Medelhöjden är 349 meter över havet och ytan är 8,16 kvadratkilometer. Det finns inga avrinningsområden uppströms utan avrinningsområdet är högsta punkten. Björnbäcken som avvattnar avrinningsområdet har biflödesordning 4, vilket innebär att vattnet flödar genom totalt 4 vattendrag innan det når havet efter 167 kilometer. Avrinningsområdet består mestadels av skog (81 procent) och sankmarker (16 procent). Avrinningsområdet har 0,21 kvadratkilometer vattenytor vilket ger det en sjöprocent på 2,5 procent.